# Alfredo Núñez
Alfredo Horacio Núñez Mendoza (* 16. Februar 1960 in Tomé; † 15. März 2008 in Antofagasta) war ein chilenischer Fußballspieler und -trainer. Der Stürmer nahm an den Olympischen Spielen 1984 teil und absolvierte drei Länderspiele für die A-Nationalmannschaft.

## Karriere

### Verein
Alfredo Núñez, auch Torpedo genannt, begann seine Profikarriere 1980 bei Iberia-Bío Bío in der Segunda División. In der zweiten Liga spielte der Offensivakteur zudem bei Trasandino und CD Malleco Unido, wechselte 1984 dann zum CD Palestino in die Primera División. Bei den Arabes erzielte er in 104 Ligaspielen 51 Tore, wurde 1987 dennoch an Atlas Guadalajara nach Mexiko verliehen, wo er jedoch nicht überzeugen konnte. In der höchsten Spielklasse Chiles lief Torpedo noch für Naval und Everton auf, spielte danach aber wieder für unterklassige Teams. Bei Unión La Calera beendete Núñez 1995 seine Profikarriere.

### Nationalmannschaft
Mit der U-23-Auswahl nahm Alfredo Núñez an den Olympischen Spielen 1984 teil. Nach dem zweiten Platz in der Gruppenphase hinter dem späteren Olympiasieger Frankreich schied Chile im Viertelfinale gegen Italien nach Verlängerung aus.
In der A-Nationalmannschaft debütierte Alfredo Núñez im Juni 1985 beim Freundschaftsspiel gegen Brasilien. Der Offensivspieler wurde bei der 1:3-Niederlage in der 61. Spielminute für Juan Carlos Letelier eingewechselt und erzielte den einzigen Treffer für die La Roja. Danach kam Torpedo noch in zwei weiteren Länderspielen 1988 in der Copa del Pacífico gegen Peru und in der Copa Juan Pinto Durán gegen Uruguay zum Einsatz.

### Trainer
Nach seiner aktiven Karriere wurde Alfredo Núñez 1996 Trainer seines letzten Klubs Unión La Calera. Insgesamt war er dort vier Mal Cheftrainer. Außer bei La Calera war er zwischendurch bei Unión San Felipe und San Luis de Quillota tätig. 2008 war der frühere Nationalspieler als Assistenztrainer von Fernando Díaz bei Ñublense und starb während eines Freundschaftsspiels an einem Herzinfarkt.